# King Edward (piek)
King Edward (King Edward Peak) is een berg in de Canadese provincie Alberta in het noorden van Starvation Creek, net even ten noorden van de Amerikaanse grens.
De berg kreeg zijn naam in 1915 en werd vernoemd naar koning Eduard VII van het Verenigd Koninkrijk.
De piek King Edward moet niet verward worden met de berg King Edward, eveneens in Canada in het nationaal park Jasper op de grens van Alberta met British Columbia. Die berg is 3490 meter hoog en is eveneens naar King Edward VII genoemd.